# Dinotopia: A Land Apart From Time
Dinotopia: A Land Apart From Time is een fantasyboek van de Amerikaanse auteur James Curney. Het boek is het eerste uit een reeks boeken over het fictieve eiland Dinotopia.
Het boek is geschreven als een dagboek.

## Inhoud
Het verhaal speelt zich af in de jaren 60 van de 19e eeuw. Wetenschapper Arthur Denison en zijn zoon Will belanden met hun schip in een zware storm en spoelen aan op een tot dusver onbekend eiland. Dit eiland blijkt te worden bewoond door zowel mensen als dinosauriërs. Arthur en Will worden gevonden door medewerkers van een Hatchery, een plaats waar dinosauruseieren worden bewaard tot ze uitkomen. 
De Denisons verkennen het eiland in de hoop een manier te vinden weer thuis te komen. Ondertussen leren ze de cultuur van de eilandbewoners. Arthur is geïnteresseerd in de wetenschappelijke ontwikkelingen van de eilandbewoners, en ontdekt dat ze op dit gebied ver vooruit lopen op de rest van de wereld. Ook wil hij de onderwereld, een ondergronds netwerk van grotten waar al eeuwen niemand is geweest, bezoeken.
Will probeert ondertussen lid te worden van de Skybax Riders: een groep mensen die getraind zijn om te rijden op een Quetzalcoatlus om zo berichten te verspreiden over het eiland. Hij traint samen met een vrouw genaamd Sylvia, op wie Will al snel verliefd wordt. 
Arthur daalt af in de onderwereld en vindt daar een hoop voorwerpen uit oude tijden. Hij is ervan overtuigd dat hij hiermee wel een manier kan vinden om het eiland te verlaten, of in elk geval beter te verkennen. 
Nadat Will en Sylvia hun training hebben afgerond en worden opgenomen bij de Riders, zoeken ze Arthur en zijn Protoceratops-gids Bix op. Ze worden onderweg afgeleid door een onweersbui. Will vraagt Sylvia ten huwelijk ondanks dat hij hier eigenlijk nog te jong voor is. Arthur beseft dat zijn zoon volwassen is geworden, en accepteert zijn nieuwe leven op het eiland.

## Achtergrond
James Curney schreef het boek aanvankelijk voor jonge lezers, maar het boek werd ook bij volwassenen een groot succes. Dit inspireerde hem drie vervolgen te schrijven:
- Dinotopia: The World Beneath
- Dinotopia: First Flight
- Dinotopia: Journey to Chandara